# V342 Большого Пса
V342 Большого Пса (лат. V342 Canis Majoris) — одиночная переменная звезда в созвездии Большого Пса на расстоянии (вычисленном из значения параллакса) приблизительно 6 836 световых лет (около 2 096 парсеков) от Солнца. Видимая звёздная величина звезды — от +13,8m до +12,7m.

## Характеристики
V342 Большого Пса — красная углеродная пульсирующая медленная неправильная переменная звезда (LB:) спектрального класса C.